# Firuz Szah Tughlak
Firuz Szah Tughlak (?-1388) - sułtan Delhi z dynastii Tughlaków, panujący w latach 1351–1388.
Był kuzynem swego poprzednika, Muhammada Tughlaka. Początkowo odnosił sukcesy na polu militarnym wyprowadzając zagrożone oddziały wojskowe z prowincji Sind i wzmacniając kontyngent w Delhi. Wykorzystując te wojska dwukrotnie próbował przywrócić władzę sułtanatu nad Bengalem. Nie odniósłszy sukcesu splądrował wielką świątynię Dźagannatha w Puri. Z częściowym sukcesem przywrócił natomiast wpływy sułtanatu w Sindzie.